# Cyrtodactylus minor
Cyrtodactylus minor là một loài thằn lằn trong họ Gekkonidae. Loài này được Oliver & Richards mô tả khoa học đầu tiên năm 2012.